# حمام وكيل (شيراز)
إحداثيات: 29°36′52.94″N 52°32′41.9″E / 29.6147056°N 52.544972°E
حمام وكيل حمام عام قديم في مدينة شيراز الإيرانية. كان جزءا من قسم المدينة الملكي المبني في فترة حكم كريم خان زند، وفي نفس القسم قلعة كريم خان زند وسوق وكيل التاريخي ومسجد وكيل ومباني إدارية. حمام وكيل رقم 917 على قائمة الأعمال الوطنية في إيران.